# Limnophila (Limnophila) luctuosa
Limnophila (Limnophila) luctuosa is een tweevleugelige uit de familie steltmuggen (Limoniidae). De soort komt voor in het Australaziatisch gebied.